# Depósito a prazo
Um depósito a prazo é uma modalidade de depósito em que o cliente de uma instituição financeira recebe juros em troca de manter recursos monetários depositados por um prazo pré-determinado. Esse instrumento financeiro se assemelha a um empréstimo em que o cliente e a instituição financeira figuram como credor e tomador, respectivamente.
Por conta da remuneração recebida, que pode variar de acordo com o montante investido, prazo e liquidez, o depósito a prazo é considerado um investimento, onde o risco está associado à capacidade da instituição financeira honrar o compromisso, isto é, devolver o dinheiro ao cliente na data acordada recompensando-o com os juros estabelecidos.